# Georg Stertz
Georg Stertz (* 19. September 1878 in Breslau; † 19. März 1959 in München) war ein deutscher Psychiater und Neurologe.
Stertz studierte an den Universitäten in Freiburg, München und Breslau, wo er auch promovierte, Medizin und habilitierte sich 1911. Im Jahr 1921 erhielt er einen Lehrstuhl für Psychiatrie an der Universität Marburg, von wo aus er 1926 nach Kiel berufen wurde, um dort die Nachfolge von Ernst Siemerling, als Leiter der Nervenklinik der Universität Kiel, anzutreten. Stertz behielt diese Position bis 1937, als er aufgrund seiner Ehe mit einer Jüdin, der Tochter des Mediziners Alois Alzheimer, aufgefordert wurde, einen Antrag auf Entpflichtung zu stellen. Nachdem er sich anfangs weigerte – seine Frau war keine Volljüdin, ließ er sich im Sommer 1937 doch emeritieren. Nach dem Zweiten Weltkrieg wurde Stertz im Februar 1946 zum kommissarischen Leiter der Psychiatrischen Klinik der Universität München ernannt. Später wurde er auch Professor der Psychiatrie und Nervenheilkunde an der Universität.